# 대한민국 형사소송법 제205조
대한민국 형사소송법 제205조는 구속기간의 연장에 대한 형사소송법의 조문이다.

## 조문
제205조(구속기간의 연장) ① 지방법원판사는 검사의 신청에 의하여 수사를 계속함에 상당한 이유가 있다고 인정한 때에는 10일을 초과하지 아니하는 한도에서 제203조의 구속기간의 연장을 1차에 한하여 허가할 수 있다.
②전항의 신청에는 구속기간의 연장의 필요를 인정할 수 있는 자료를 제출하여야 한다.

## 참조 조문
형사소송규칙 제97조

형사소송규칙 제98조

## 참고 문헌
- 손동권 신이철, 새로운 형사소송법(초판, 2013), 세창, 2013. ISBN 9788984114081